# Тузловские лиманы (национальный парк)
«Тузловские лиманы» (укр. «Тузловські лимани») — национальный природный парк, расположенный на территории Белгород-Днестровского района (Одесская область, Украина). Создан 1 января 2010 года. Площадь — 27 865 га.

## История
Планирование данной территории, как части природно-заповедного фонда Украины, было начато в 1993 году, когда территория лиманов Шаганы, Алибей и Бурнас в Татарбунарском районе Одесской области, по результатам научных наблюдений Игоря Щеголева и Ивана Русева — экспертов Фонда защиты и возрождения дикой природы им. проф. И. И. Пузанова — была внесена в «Перечень территорий, зарезервированных для последующего заповедания» решением областного совета от 01.10.1993 № 496 — XXI «О мерах по сохранению и развитию природно-заповедного фонда области».
Поскольку озёра имеют большое значение как место гнездования, зимовки и остановки во время сезонных миграций большого количества водно-болотных птиц, то с 1995 года постановлением Кабинета министров Украины от 23.11.1995 № 935 систему лиманов «Шаганы — Алибей — Бурнас» включили в перечень водно-болотных угодий международного значения в соответствии с критериями Рамсарской конвенции.
Природоохранный статус территории подтверждается и рядом других нормативно-правовых актов. Так, в Общегосударственной программе охраны и воспроизводства окружающей среды Азовского и Чёрного морей, утверждённой Законом Украины от 22.03.2001 № 2333-III пункт 3.2. «Сохранение среды обитания биологических видов» определяет необходимость «Обеспечения дальнейшего увеличения площади территорий и объектов природно-заповедного фонда, а также их упорядочения».
В 1996 году экспертами Фонда защиты и возрождения дикой природы им. проф. И. И. Пузанова «Природное наследие» И. Т. Русевым и И. И. Щеголевым было подготовлено и представлено на согласование Государственному управлению экологии в Одесской области научное обоснование о создании Регионального ландшафтного парка «Тузловские лиманы».
В 2007 году в статье 4 Закона Украины от 22.02.2007 № 685-У «О ратификации Протокола о сохранении биоразнообразия и ландшафтов Чёрного моря к Конвенции о защите Чёрного моря от загрязнения» отмечена необходимость создания в прибрежной полосе Чёрного моря природно-заповедных объектов: «Каждая Договаривающаяся Сторона принимает все необходимые меры для охраны, сохранения, улучшения и управления устойчивым и экологически безопасным способом районами особой биологической или ландшафтной ценности, прежде всего путём создания заповедных территорий…».
В Указе Президента Украины «О расширении сети и территорий национальных природных парков и других природно-заповедных объектов» от 1 декабря 2008 г. № 1129/2008 отмечено: "С целью обеспечения поддержания экологического равновесия, сохранения, воссоздания и эффективного использования природных комплексов и объектов, имеющих особую природоохранную, оздоровительную, историко-культурную, научную, образовательную и эстетическую ценность, ускорения формирования национальной экологической сети постановляю: Поддержать инициативу областных государственных администраций относительно создания национального природного парка «Тузловские лиманы», Одесская область.
Но вопрос придания заповедного статуса водно-болотных угодий Тузловских лиманов более 10 лет сдерживался из-за отсутствия надлежащего финансирования для проведения детального научного исследования территории, изготовления соответствующего обоснования и подготовки картографических материалов. Решение этого вопроса стало возможным после включения в программу формирования национальной экологической сети Одесской области, принятой областным советом в ноябре 2005 года, мероприятий по созданию «Регионального ландшафтного парка „Тузловские лиманы“».
В том же 2005 году Татарбунарская райгосадминистрация обратилась к облгосадминистрации с ходатайством о создании в районе регионального ландшафтного парка, на основании которого была начата соответствующая работа. Так, из областного бюджета в 2006 году Татарбунарской райгосадминистрации выделено 170 тыс. грн. на разработку проекта формирования территории будущего ландшафтного парка, а управлению образования и науки облгосадминистрации — 30,0 тыс. грн. для организации подготовки научного обоснования. Подготовлено научное обоснование и весь картографический материал по формированию территории РЛП направлены на рассмотрение и согласование в райгосадминистрацию, сельские советы и районный совет, поскольку процедура создания заповедных объектов предусматривает предварительное согласие землевладельцев и землепользователей территории, с последующим принятием соответствующего решения областного совета.
Южным научным центром Национальной академии наук и Министерства образования и науки Украины в 2009 году была выполнена научно-исследовательская работа относительно Проекта создания НПП «Тузловские лиманы».
С целью сохранения, воспроизводства и рационального использования природных комплексов причерноморских лиманов, отнесённых к водно-болотным угодьям международного значения (Рамсарская конвенция), которые имеют высокое природоохранное, эстетическое, научное, рекреационное и оздоровительное значение, Указом Президента Украины от 1 января 2010 года № 1/2010 создан национальный природный парк «Тузловские лиманы». Согласно ст. 21 Закона Украины «О природно-заповедном фонде Украины» на территории национальных природных парков устанавливается дифференцированный режим её охраны, воспроизводства и использования в соответствии с функциональным зонированием. Создание национального природного парка позволит сохранит уникальность места и обеспечит постоянно научное наблюдение, своевременное реагирование на негативные тенденции деградации и возможность их предупреждения. Но создание парка не решает весь комплекс проблем, поскольку многое зависит также и от зонирования территории парка.
Указ принят на основании соответствующего проекта создания, подготовку которого совместными усилиями обеспечили Госуправление охраны окружающей природной среды в Одесской области, областная государственная администрация, научные работники Одесского национального института им. И. И. Мечникова и Южного научного центра НАН Украины и Минобразования Украины, государственное предприятие «Одесский институт землеустройства», при содействии Татарбунарской районной общественной экологической организации «Возрождение».
Таким образом, группа Тузловских лиманов приобрела высокий статус охраны. По рекомендации учёных, в ближайшее время будут подготовлены научные материалы по обоснованию расширения территорий и акваторий Национального природного парка «Тузловские лиманы», с включением в границы парка, прежде всего, вымирающих сёл Татарбунарского района, а также лимана Сасык.

## Описание
В состав парка входят акватория группы озёр Тузловские лиманы, причерноморская коса, отделяющая Тузловские лиманы от Чёрного моря, приустьевые заболоченные участки рек, впадающих в озёра (озеро Солёное — река Алкалия, Хаджидер — Хаджидер, и прочие), лесное урочище «Лебедивка».
Общая площадь национального природного парка составляет 27 865 га земель государственной собственности:
- 2022 га — земли запаса, которые предоставляются парку в постоянное пользование
  - 316,831 — песчаные косы Чёрного моря
  - 1 705,169 — земли водного фонда: акватории озёр группы Тузловские лиманы
- 25 843 га — земли, которые включаются в состав парка без изъятия
  - 3 233,18 — земли запаса
  - 21 186,03 — земли водного фонда: акватории озёр группы Тузловские лиманы
  - 541 — земли, которые находятся в постоянном пользовании государственного предприятия «Саратское лесное хозяйство»
  - 882,79 — прилегающая акватория Чёрного моря шириной 200 м.
  - В междуречье Дуная и Днестра, вдоль морского побережья, расположена цепь мелководных лиманов, которые входят в территорию Национального природного парка «Тузловские лиманы». Эта цепь начинается с лимана Джантшейский, по которому на восток идут Малый Сасык, лиманы Тузловского группы: крупнейшие по площади — Шаганы, Алибей, Бурнас -и меньшие лиманы — Магалевское, Мартаза, Будури, Карачаус, Хаджидер, Курудиол, Солёное. Длина пересыпи, которая отделяет лиманы от моря, составляет 36 км, его ширина на разных участках варьируется от 50 до 350—400 метров. Формирование лиманов исторически связано с колебанием уровня воды Чёрного моря, а также процессами поднятия и опускания прибрежной полосы суши. В результате взаимодействия геологических, климатических, гидрологических и химических процессов водоёмы меняли свои очертания и размеры, форму береговых и подводных склонов, состав и мощность донных отложений, амплитуды колебаний уровня и ионного состава воды, положение и размеры пересыпи, количество в нём промоин («прорв»), по которым лиманы наполнялись морской водой или сбрасывали свои воды в море. Лиманы мелководны, их глубины колеблются в пределах от 0,6 до 3 метров. Акватории лиманов Джантшейский и Малый Сасык имеют небольшие площади (7,3 и 2,7 км² соответственно), их глубины не превышают 0,6-1,2 м. Важной особенностью конфигурации этих водоёмов является вытянутость с запада на восток и превышение ширины над длиной. Для лиманов Тузловского группы также характерна вытянутость чаши почти перпендикулярно долинам рек. Ширина лимана Шаганы превышает длину в 1,8 раз. В лиманах Алибей, Карачаус и Бурнас, в которые впадают реки Хаджидер, Царичанка и Алкалия соответственно, длина в 1,2-1,5 раза превышает ширину. В местах впадения рек береговая линия образует контуры мелководных заливов и «вторичных» лиманов: Джантшейский с заливом Ставок, Шаганы с заливами Мартаза и Будури, Алибей с лиманами Карачаус и Хаджидер, Бурнас с лиманами Курудиол и Солёное. Геологическое строение лиманных отложений Тузловских лиманов существенно отличается от других лиманов Причерноморья. Берега лиманов возвышаются над современным уровнем воды на 0,5-18 метров. Среди современных геологических процессов, которые влияют на формирование берегов, самыми распространёнными являются абразия, обвалы, биогеоморфологические и аккумулятивные процессы.
  - Для всех лиманов характерно наличие лечебных грязей (пелоидов), которые издавна использовались местными жителями и рекреантами. Бальнеологические ресурсы лиманов по своим свойствам пригодны для лечебного применения при заболеваниях органов опорно-двигательного аппарата, центральной и периферической нервной системы, сердечно-сосудистой системы, органов пищеварения, гинекологических заболеваний, болезней кожи.

## Природа

### Гидрология
Уровневый режим лиманов и химический состав их вод обеспечивается взаимодействием многих факторов, главные из них: годовой сток, атмосферные осадки, испарение, приток морских вод, подземный сток, глубина, ширина, длина водоёмов. Влияние тех или иных факторов в лиманах различного типа неодинаковы, что и определяет особенности химического состава воды каждого из них.
В результате послеледниковой трансгрессии в долинах рек возникли эстуарии и морские заливы. Почти все лиманы пережили стадию открытого эстуария, которая изменилась, в большинстве случаев, лиманной. От начала образования лиманов и в течение их развития, химический состав и минерализация лиманных вод неоднократно поддавалась изменениям, чётко реагируя на изменение геологических, геоморфологических и климатических условий.
Ход уровня воды в лиманах определяется режимом уровня моря, интенсивностью водообмена с морем, режимом малых рек, которые впадают в некоторые водоёмы и процессом испарения. Основным режимообразующим фактором можно считать поступления морской воды через естественные или искусственные прорвы. От времени и периодичности работы этих пропастей зависит гидродинамический, температурный и гидрохимический режимы лиманов.
Гидрохимический режим лиманов Тузловской группы существенно не изменился, за исключением западной части лимана Шаганы, куда попадают мало минерализованные воды Сасыкского водохранилища. Основная часть вод Тузловских лиманов имеет минерализацию в пределах 20-30 г/л и относится к хлоридному классу, натриевой группы. Формирование лиманов Тузловской группы связано с колебаниями уровня моря, а также с процессами поднятия и опускания прибрежной полосы суши. За счёт дефицита наносов и сильного волнового воздействия морской берег пересыпи отступает со скоростью 0,5-3,0 м/год, а лиманная береговая линия нарастает примерно с такими же скоростями, то есть пересыпь смещается в сторону суши в течение длительного времени. Для лиманов Шаганы, Алибей скорость смещения составляет 1,5-2 м/год, для Бурнасу — 3 м/год.
Материковые берега обрывистые, высотой 2-18 метров. Дно водоёмов состоит преимущественно из илистых грунтов. Под действием ветрового волнения и вследствие колебания уровня воды происходит постоянное образование, перемещение и размыв песчаных пересыпи и островов. Основными факторами, определяющими современные условия формирования лиманов являются: водообмен с морем через естественные и искусственные прорвы весной и осенью; осадки, испарение со склонов, сток в период отделения лиманов от моря.
Распашка прибрежной полосы на многих участках лиманов почти до уреза воды, интенсивная абразия коренного берега, перевыпас скота в прибрежных полосах, привели к значительному сокращению коренных типов растительности: солончаковых лугов и типчаково-ковыльной степи. Песчаные пересыпь и острова малоосвоенные, испытывают средние антропогенные нагрузки от рыболовства, охоты, рекреационной деятельности, выпаса скота. На территории района выделяются следующие группы минеральных вод: сероводородные, йодо-бромные, минеральные и лечебные (действие которых определяется различным составом солей).

### Климат
Климат южных районов Одесской области характеризуются как умеренно континентальный, с продолжительным жарким летом, и мягкой, реже холодной и малоснежной зимой.
Среднегодовые величины солнечной суммарной радиации варьируют в пределах 116—120 ккал/кв. см, а радиационный баланс от 53 до 54 ккал/кв. см. Около 75 % солнечной радиации попадает на землю за очень короткое время. Количество фотосинтетической активной радиации, поступающей за вегетационный период на поверхность почвы в степной зоне составляет 50 ккал/кв. см.
Среднегодовые температуры воздуха имеют положительные значения и соответствуют в среднем +8,1 и +11,8 °C. Самый холодный период январь-февраль месяцы, в отдельные годы средняя температура воздуха достигала −7 и −10,3 °C, соответственно.
При вторжении воздушных арктических масс температура воздуха резко снижается. Абсолютный минимум был зафиксирован в январе 1985 г. и составил −26,2 °C.
Воздушные массы, приходящие зимой с моря, вызывают резкие повышения температуры воздуха, что обуславливает возникновение интенсивной оттепели продолжительностью до 5-8 дней. В среднем за зимний период бывает около 20-30 дней с оттепелью. Температура воздуха во время оттепелей повышается до +13 — +15 °C. Частая повторяемость и большая продолжительность оттепели создают возможность питания грунтовых вод в зимнее время.
Устойчивые положительные температуры воздуха устанавливаются обычно в первой декаде марта. Среднемесячная температура изменяется от +0,4 до +24 °C, при среднемноголетних значениях +3,5 °C. Исключение составляли 1985 и 1987 гг., когда среднемноголетняя температура воздуха составила −1,9 и −2,8 °C. соответственно.
Летний период выделяется высокими температурами. Самый жаркий месяц — июль, когда среднемесячная температура достигает +24,7 °C. при среднемноголетней +22,3 °C. Максимальная температура была зафиксирована во второй декаде 1981 г. и составила +43,1 °C.
Осеннее понижение температуры воздуха начинается в ноябре месяце с окончательным переходом через отрицательные значения во второй декаде декабря. Минимальные температуры достигают минус 15 — минус 17 °C. при среднемноголетних температурах −0,1 — −3,9 °C. Хотя в отдельные годы среднемесячная температура воздуха была положительная и достигала +3,8 °C.
Среднегодовые суммы осадков изменялись от 200 до 711,6 мм. Большая часть из них выпадала в тёплое время года с мая по октябрь — от 53 до 87 %. Однако, в 1981, 1984 и 1988 годах в холодное время года атмосферные осадки были значительными и составили 55,58 и 52 % осадков года соответственно. Максимальное количество осадков выпадает в январе и феврале месяце, среднегодовая сумма осадков по месяцам составляет 23,2 и 21,7 мм при размахе варьирования от 1 до 56,2 мм в январе и 1,2-49,1 мм в феврале.
В тёплый период осадки, как правило, выпадают локально и носят ливневый характер. В зимнее время — типичные затяжные осадки малой интенсивности.
Большую часть года преобладают ветры северного и северо-восточного направлений, повторяемость их за год от 36 до 47 %. Благодаря этому, наветренные склоны водорозделов и речных долин получают на 15-20 % осадков больше, чем подветренные. Видимо, в этом одна из главных причин более интенсивного проявления оползневых и эрозионных процессов на склонах северных и западных экспозиций.

### Ландшафты
Ландшафты лиманов Тузловской группы уникальны по происхождению, развитию и биоразнообразию. Но в связи с интенсивной хозяйственной деятельностью, большинство ландшафтов являются преобразованными. Распространение антропогенно нарушенных участков приводит к деградации природных группировок и препятствует их восстановлению и нормальному функционированию. При таких условиях остро встаёт вопрос сохранения и охраны лиманных природных комплексов. К наиболее распространённым видам хозяйственного воздействия, которые вызывают негативные последствия, относятся: застройка побережье лиманов; чрезмерная распаханность территории, в том числе и склоновых земель; использование долинно-балочных и террасных местностей в качестве пастбищ; разработка строительных материалов; вырубка и недостаточное восстановление полезащитных лесополос; чрезмерная рекреационная нагрузка на побережья. Все изменения структуры ландшафтов, обусловленные таким влиянием, приводят к формированию следующих классов антропогенных ландшафтов: сельскохозяйственного, водного, лесного, рекреационного и дорожного.

### Ихтиофауна
Из промышленных видов рыб в лиманах постоянно жили только несколько видов бычков (наиболее многочисленные зеленчук песочник, кругляк) и камбала глосса. В тёплый период при наличии сообщения с морем сюда для нагула в массовом количестве заходит черноморская кефаль (главным образом сингиль — до 80 %, а также остронос и лобан) и атерина для нагула и нереста.
Сегодня в водоёмах Тузловского природного парка, которые включают Тузловские лиманы и прибрежную акваторию моря встречается 58 видов рыб, принадлежащих к 21 семейству. Наибольшим разнообразием отличается состав ихтиофауны прибрежной зоны моря. Здесь встречается 47 видов рыб. В пресноводных лиманах (Джантшейский и Малый Сасык) встречается 28 видов, а в других (солёных) Тузловских лиманах — 26 видов. В пределах водоёмов национального природного парка наиболее распространены морские и солоноводные) виды. Пресноводные виды представлены в основном семьёй карповых. В целом, наиболее распространённые представители семейства Карповых, Кефалевых, Бычковых.

### Амфибии и рептилии
Герпетофауна парка малочисленная в видовом отношении, что, вероятно, связано со значительным преобразованием побережья лиманов парка, а также с небольшим биотопным разнообразием территории.
На территории парка выявлено 2 вида земноводных и 5 видов пресмыкающихся; для части видов проведены учёты численности. Отмечены: лягушка озёрная (Pelophylax ridibundus), жаба зелёная (Bufo viridis), прыткая ящерица (Lacerta agilis), разноцветная ящерица (Eremias arguta), обыкновенный уж (Natrix natrix), водяной уж (Natrix tessellata) и желтобрюхий полоз (Hierophis caspius), ещё 2 вида пресмыкающихся присутствуют в литературных источниках и в целом характерны для региона.
Амфибии, обитающие на территории парка, являются важными природными регуляторами численности кровососущих насекомых (комары, мошки) на пресных водоёмах, что особенно актуально, учитывая наличие курортных территорий (Катранка, Рассейка, Лебедевка). Численность лягушек на л. Джантшейский и л. Малый Сасык, как было отмечено в прошлые годы, значительно колеблется в зависимости от количества солёной воды, поступающей в л. Шаганы, и с л пресн. Сасык. Значительное увеличение количества кровососущих насекомых отмечалось именно в годы падения численности земноводных. Но, безусловно, не менее важны земноводные как составная часть трофических цепей в природе, ведь 90 % рациона ужей, многих околоводных птиц составляют именно лягушки и их головастики. Роль пресмыкающихся, как регуляторов численности представителей других групп также значительная.

### Птицы
Группа лиманов Шаганы-Алибей-Бурнас является водно-болотными угодьями международного значения, главным образом как среда обитания водоплавающих птиц. Через территорию НПП «Тузловские лиманы» проходит один из крупнейших транспортных миграционных коридоров птиц, по которому они летят в Европу, Азию и Африку. На территории Парка отмечено пребывание 256 видов птиц (что составляет около 60 % всего видового состава птиц Украины), из которых 54 занесены в Красную книгу Украины и другие природоохранные списки. Важное значение территория Тузловских лиманов имеет для птиц во время гнездования. На территории Парка отмечено гнездование более 60 видов (что составляет 22 % от видового состава птиц, гнездящихся на территории Украины). Исходя из вышесказанного, НПП «Тузловские лиманы» играет важную роль для существования птиц и является орнитологическим объектом как национального, так и международного значения.
Наибольшее значение для орнитофауны Парка как во время миграций, так и в период гнездования является песчано-илистые острова и косы, мелководные участки, солончаки, дельты малых рек, впадающих в лиманы и обрывистые берега лиманов.
Основу гнездовых орниокомлексов составляют птицы ряда Ржанкообразные (чайки, крачки и кулики), 8 видов из которых занесены в Красную книгу Украины. На гнездовании отмечены следующие виды: авдотка, кулик-сорока, малый зуёк, морской зуёк, чибис, ходулочник, шилоклювка, травник, тиркушка луговая, хохотун черноголовый, чайка черноголовая, морской голубок, крачка чайконосая, крачка пестроносая, крачка речная, крачка малая. Наиболее массовыми на гнездовании является крачка пестроносая, крачка речная и хохотунья, численность которых в отдельные годы может достигать более 10 тыс. пар.

### Растения
Парк находится в степной зоне. То есть зональной растительностью являются степная. Кроме неё в парке есть лесная растительность, преимущественно искусственного происхождения (лесонасаждения, созданные работниками Тузловского лесничества ГП «Саратское лесное хозяйство»). Также здесь встречается водная, прибрежно-водная (болотная), луговая, солончаковая и приморская псамофитная растительность. Есть незначительные фрагменты кустарниковых группировок.
Флора национального природного парка «Тузловские лиманы», включающий 507 видов высших сосудистых растений из 289 родов и 78 семейств. Сейчас инвентаризация флоры продолжается.
Травянистые растения составляют больше чем 80 %, древесных видов 15,25 %, полудревесных — всего 2,5 %. Среди трав преобладают многолетние растения, это свидетельствует о том, что естественность флоры сохраняется. Но значительной является также доля однолетних трав. Это свидетельствует об антропогенном возможными нарушениями экотопа территории парка.
Все древесные растения имеют на территории НПП «Тузловские лиманы» искусственное происхождение. Исключением является куст Tamarix ramosissima и кустик Ephedra distachya, которые относятся к естественной флоре.
Среди разнообразных способов распространения плодов и семян преобладает анемохорний (ветром — 45,0 %). Также большое значение имеет зоохория (животные — 40,25 %). Значительная доля видов распространяется человеком (17,75 %).
На территории национального природного парка сохраняется генофонд значительного количества полезных растений. Наибольшей является доля лекарственных растений. Также, много кормовых и медоносных видов. На четвёртом месте — сорняки.

Крупнейшие озёра
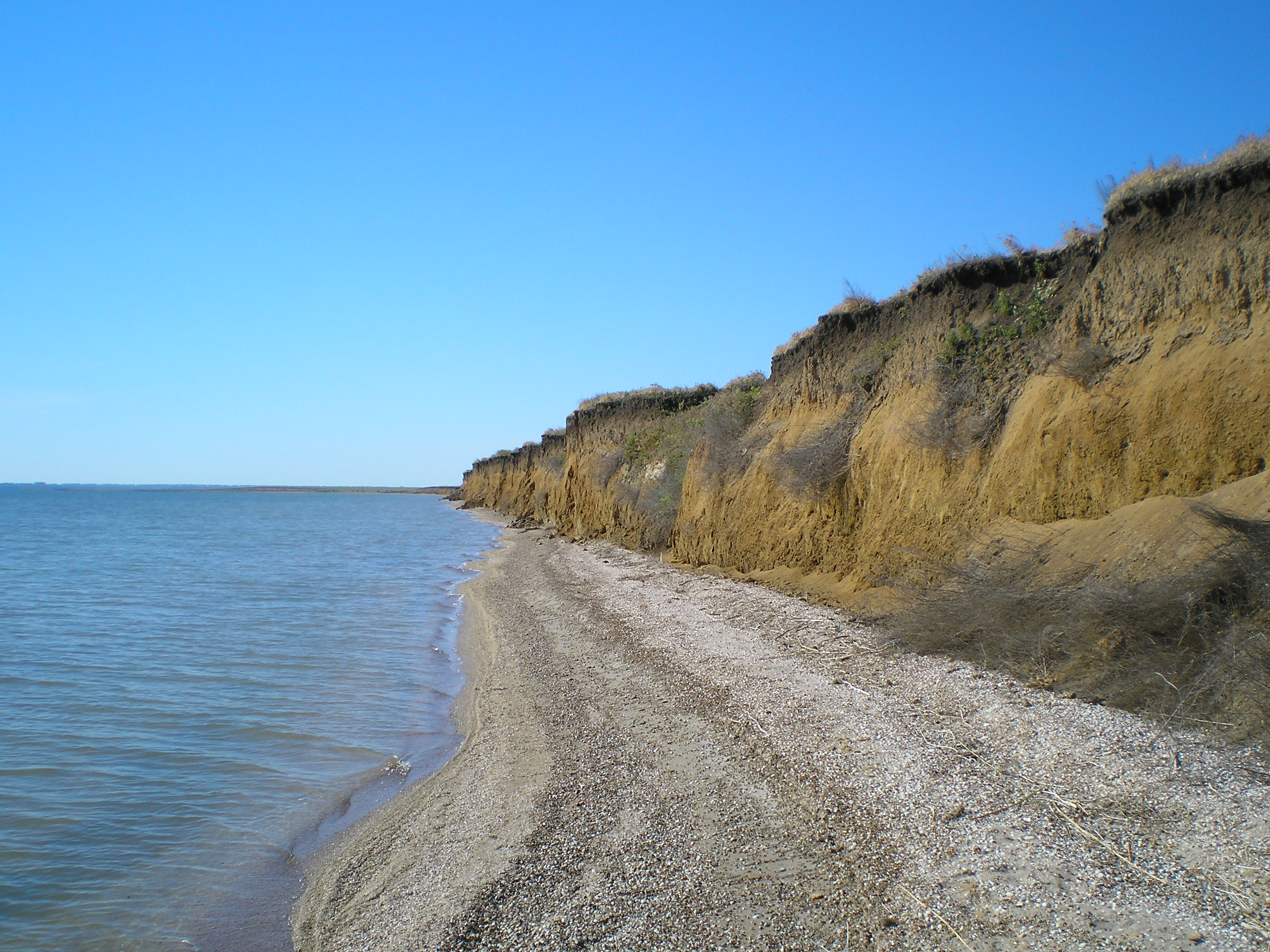
Алибей
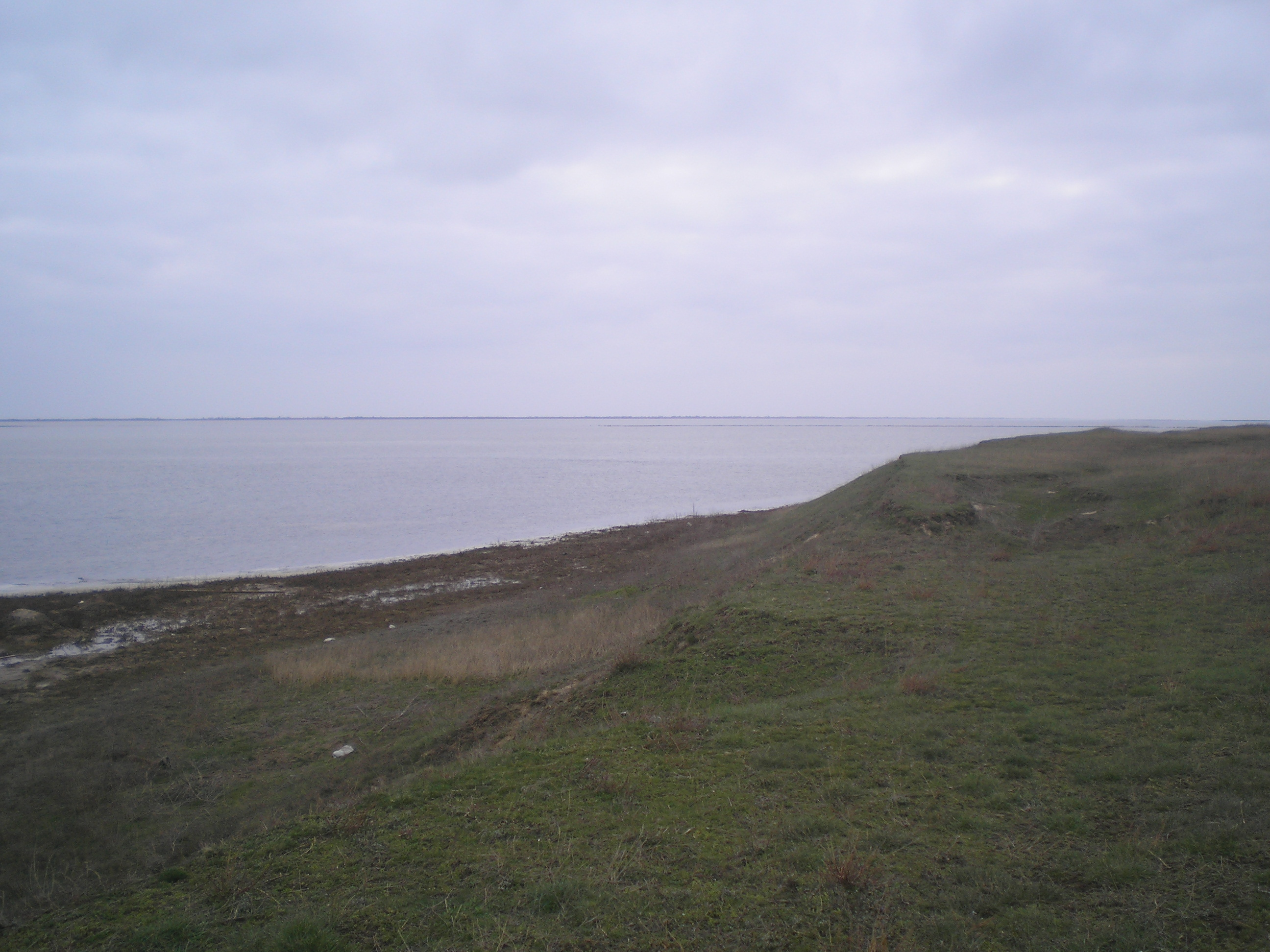
Бурнас
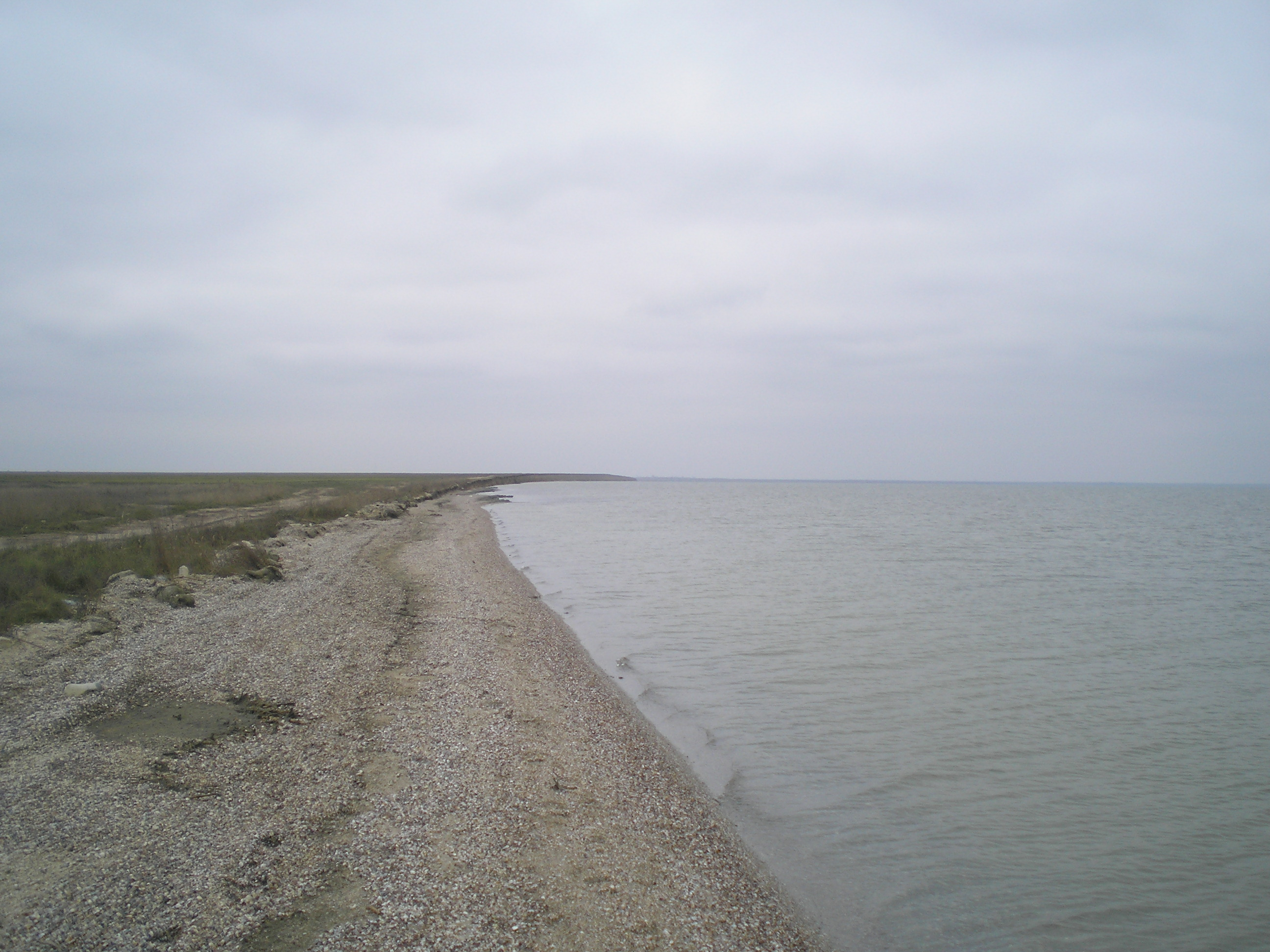
Шаганы

## Галерея

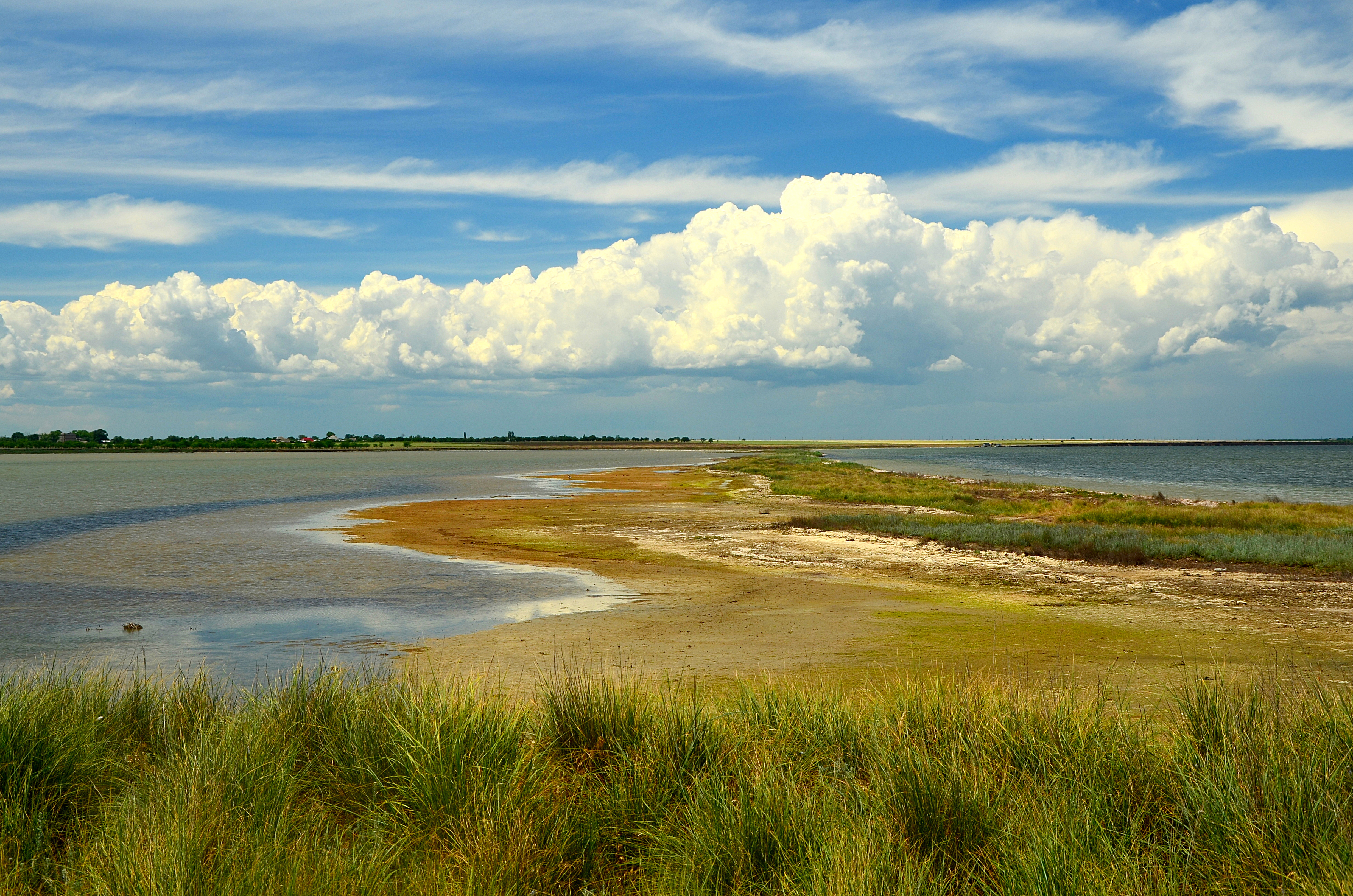
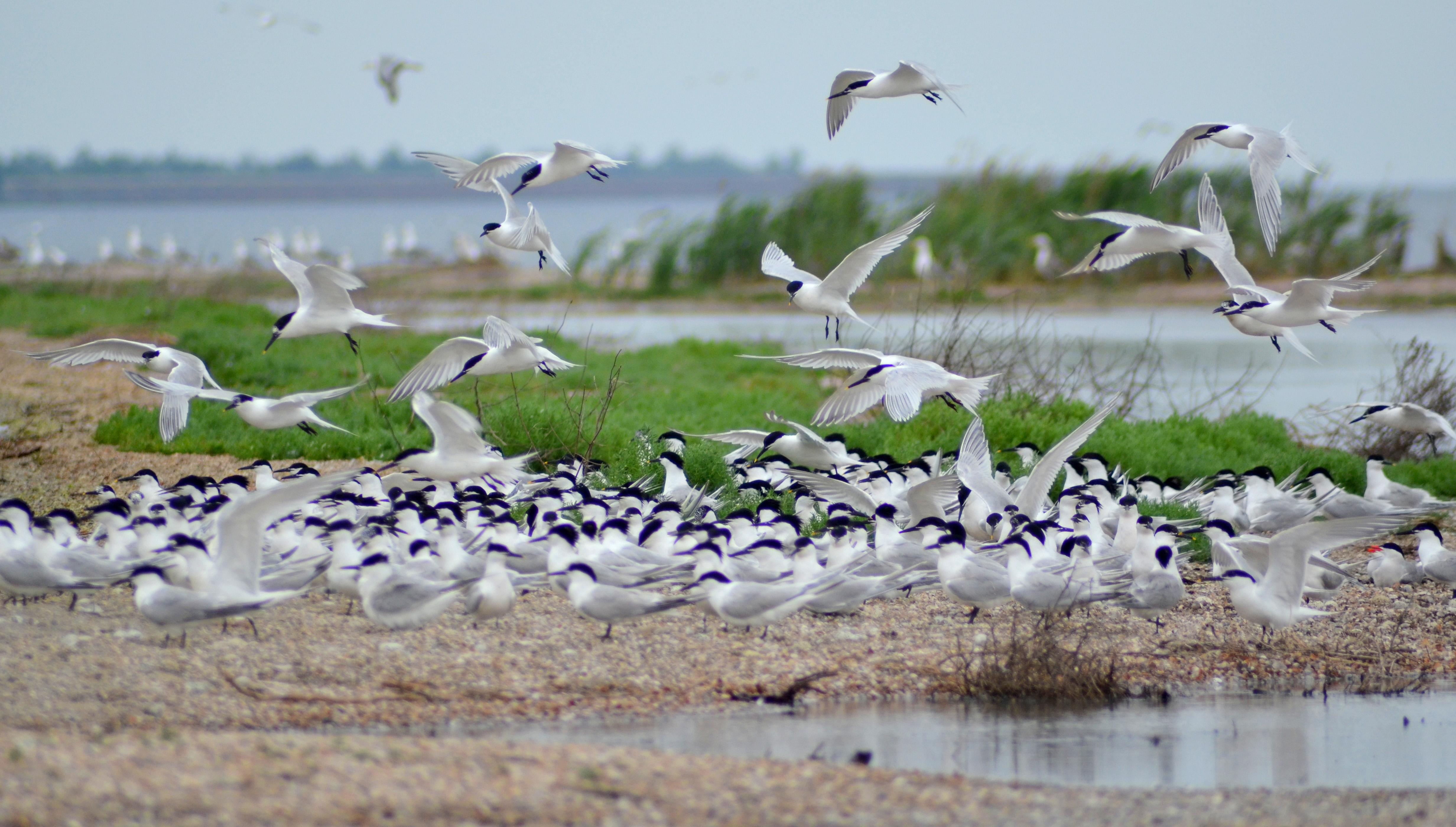
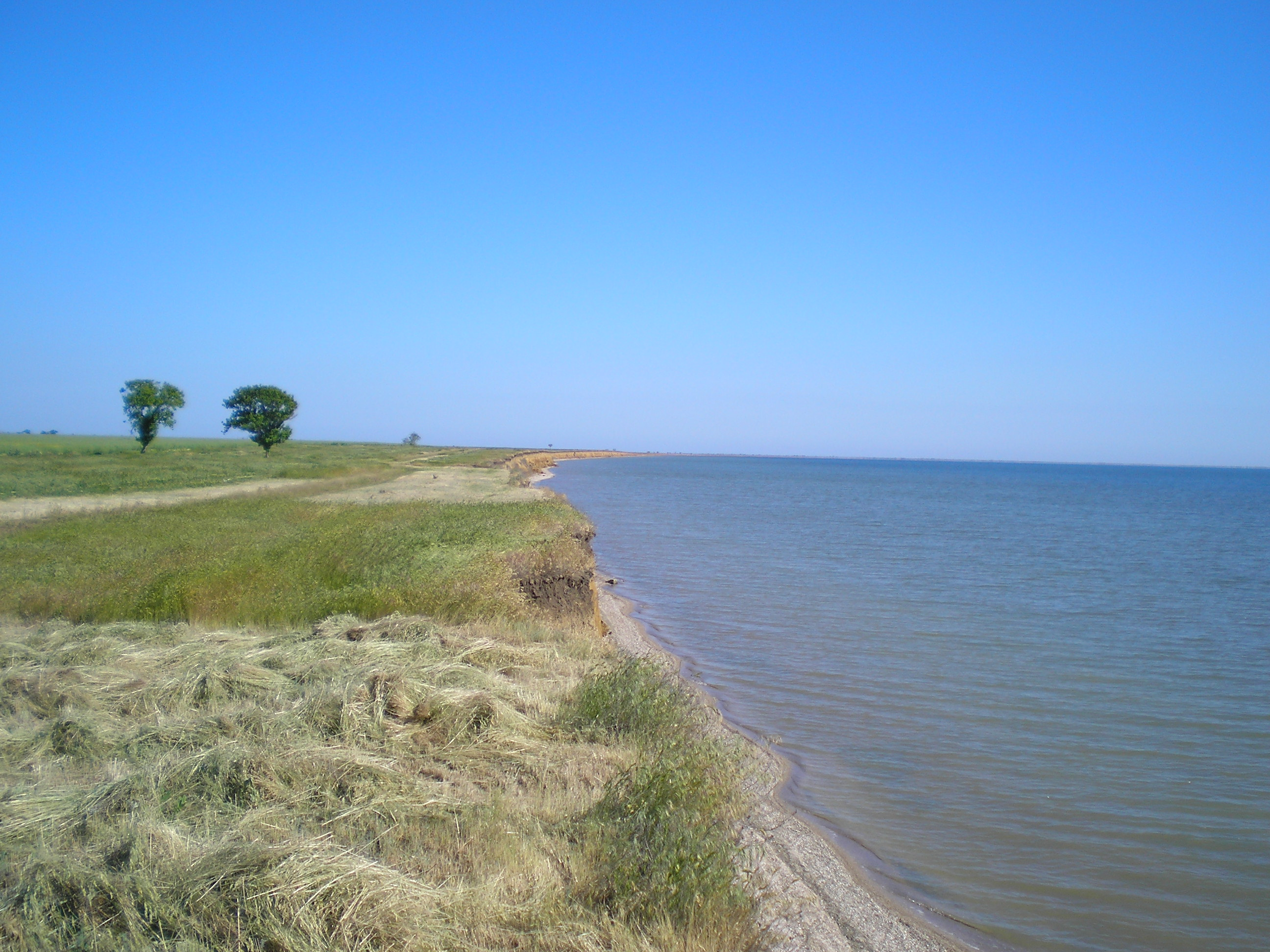